# Вентилаторна печка
Вентилаторната печка е отоплителен уред спадащ към дребната бяла техника. Основните части на вентилаторната печка са: мотор с перка (вентилатор), нагряващ се проводник, термостат, превключвател между студен въздух, 1-ва степен за отопление (ниска мощност обикновено 1000 вата) и 2-ра степен за отопление (най-висока мощност обикновено 2000 вата) и контролна лампа. Вентилаторната печка отоплява, като вентилаторът изхвърля навън топлината на нагряващия проводник. Чрез термостата плавно се настройва до каква температура да достигне нагряващият се проводник. Термостатът също играе роля и на защита от прегряване, защото при достигане на настроената температура той изключва печката и когато тя се охлади малко, пак я включва. Това включване и изключване е благодарение на биметална пластинка в термостата, която при нагряване се огъва и прекъсва веригата и след като се охлади малко, се връща в началната си форма и включва веригата. Контролната лампа свети, когато печката работи. В днешни дни вентилаторната печка е един от най-масовите отоплителни уреди, поради това, че много бързо затопля стаята, в която е поставена. По-мощните вентилаторни печки (над 2000 вата), които се използват за по-големи помещения се наричат калорифери.